# جاي فوستر وارنر
جاي فوستر وارنر (بالإنجليزية: J. Foster Warner)‏ هو مهندس معماري أمريكي، ولد في 1859، وتوفي في 1937.